# 팔미톨레산
팔미톨레산(영어: palmitoleic acid)은 사람의 지방 조직의 글리세라이드의 일반적인 구성 성분이며, 화학식이 CH3(CH2)5CH=CH(CH2)7COOH 인 오메가-7 단일불포화 지방산이다. 팔미톨레산은 모든 조직에 존재하지만, 일반적으로 간에서 더 높은 농도로 발견된다. 팔미톨레산은 스테아로일-CoA 불포화효소-1의 작용에 의해 팔미트산으로부터 생합성된다.

## 식이 공급원
|  |

팔미톨레산은 16:1 ∆9로 나타낼 수 있다. 팔미톨레산의 식이 공급원으로는 모유, 다양한 동물성 지방, 식물성 기름, 생선기름이 있다. 마카다미아(Macadamia integrifolia)기름 및 산자나무(Hippophae rhamnoides)기름은 각각 17% 및 19~29%의 팔미톨레산을 함유하고 있는 고농도의 식물성 공급원이다. 팔미톨레산은 두리안의 일종인 두리오 그라베올렌스(Durio graveolens)의 열매 지방의 13.55%를 차지한다.

## 같이 보기
- 오메가-7 지방산